# Joseph Fitzmyer

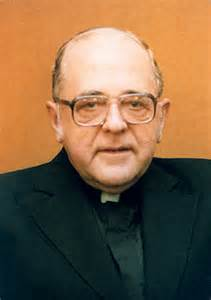
Joseph A. Fitzmyer

Joseph Augustine Fitzmyer (* 4. November 1920 in Philadelphia; † 24. Dezember 2016 ebenda) war ein US-amerikanischer Jesuit und Bibelwissenschaftler. Ein Schwerpunkt seiner Arbeit war die Beziehung zwischen den Schriftrollen vom Toten Meer und dem Neuen Testament.

## Leben
Am 30. Juli 1938 trat Joseph A. Fitzmyer in das Noviziat der Jesuiten in Wernersville ein und durchlief die damals klassische Ausbildung mit einem Schwerpunkt auf Lateinisch und Altgriechisch sowie scholastischer Theologie. Sowohl den Bachelor- als auch den Mastergrad erwarb Fitzmyer an der Loyola University Chicago. Von 1945 bis 1948 unterrichtete er Lateinisch, Altgriechisch und Deutsch an der Gonzaga High School in Washington, D. C. 1948 setzte Fitzmyer sein Studium fort, zunächst am Woodstock College, dann an der Facultés St-Albert de Louvain im belgischen Egenhoven. Dort wurde Fitzmyer am 15. August 1951 zum Priester geweiht und legte im folgenden Jahr seine Lizentiatsprüfung in Katholischer Theologie ab. Fitzmyer spezialisierte sich nun auf die Bibelwissenschaften und studierte an der Johns-Hopkins-Universität als akademischer Schüler von William Foxwell Albright, wo er 1956 mit einer Arbeit zu aramäischen Texten aus Ägypten promoviert wurde. Am Päpstlichen Bibelinstitut in Rom legte er 1957 das Lizentiat der Heiligen Schrift ab. Ein Auslandsjahr als Fellow der American School of Oriental Research in Jerusalem folgte 1957/58. 
Anschließend kehrte Fitzmyer als Dozent für Neues Testament und biblische Sprachen an das Woodstock College zurück, wo er ab 1964 eine volle Professorenstelle innehatte. Er unterrichtete außerdem semitische Sprachen an der Johns-Hopkins-Universität. 1969 wechselte Fitzmyer als Professor für Hebräisch und Aramäisch an die University of Chicago. Es folgten Professuren für Neues Testament und biblische Sprachen: von 1971 bis 1974 an der Fordham University, 1974 bis 1976 an der Weston School of Theology in Cambridge. Von 1976 bis zu seiner Emeritierung 1986 hatte Joseph A. Fitzmyer eine Professur für Neues Testament an der Catholic University of America.
Joseph A. Fitzmyer war Mitglied der internationalen Studienkommission des Lutherischen Weltbunds und des Päpstlichen Rats zur Förderung der Einheit der Christen und nahm auch auf nationaler Ebene am lutherisch–römisch-katholischen Dialog teil. 1985 wurde er als Mitglied in die Päpstliche Bibelkommission berufen.

## Forschung
Ein Schwerpunkt der Forschung Fitzmyers war der Beitrag der Schriftrollen des Toten Meers zum Verständnis des Urchristentums. Er vertrat unter anderem die These, Johannes der Täufer sei nach dem Tod seiner betagten Eltern Zacharias und Elisabeth von Essenern adoptiert worden, habe die Gruppe aber später wieder verlassen. 1972 stellte Józef T. Milik den Text 4Q246 bei einer Vorlesung in Harvard auszugsweise vor und kündigte dessen Publikation an, die aber nicht erschien. Fitzmyer veröffentlichte daraufhin den aramäischen Text aus Miliks Handout 1974 mit der Begründung, dieser antike Text sei gemeinfrei. Inhaltlich brisant waren die Formulierungen „Sohn Gottes“ und „Sohn des Höchsten“ (vgl. Lk 1,31–35 ) für einen Herrscher. Fitzmyer bezog den Qumran-Text auf einen künftigen jüdischen König, der aber nicht als Messias gegolten habe.

## Veröffentlichungen (Auswahl)
- The Impact of the Dead Sea Scrolls. Paulist Press, New York 2009.
- A Guide to the Dead Sea Scrolls and Related Literature. Eerdmans, Grand Rapids 2008.
- The Genesis Apocryphon of Qumran Cave 1 (1Q20): a commentary. Pontificio Istituto Biblico, 3. Auflage Rom 2004.
- Tobit. De Gruyter, Berlin / New York 2003.
- Die Wahrheit der Evangelien: die Instructio de historica Evangeliorum veritate der Päpstlichen Bibelkommission vom 21. April 1964, Einführung, Kommentar, Text, Übersetzung und Bibliographie. Katholisches Bibelwerk, Stuttgart 1965.